# Chaussée romaine de Tongres à Nimègue
 (septembre 2012).
Si vous disposez d'ouvrages ou d'articles de référence ou si vous connaissez des sites web de qualité traitant du thème abordé ici, merci de compléter l'article en donnant les références utiles à sa vérifiabilité et en les liant à la section « Notes et références ».

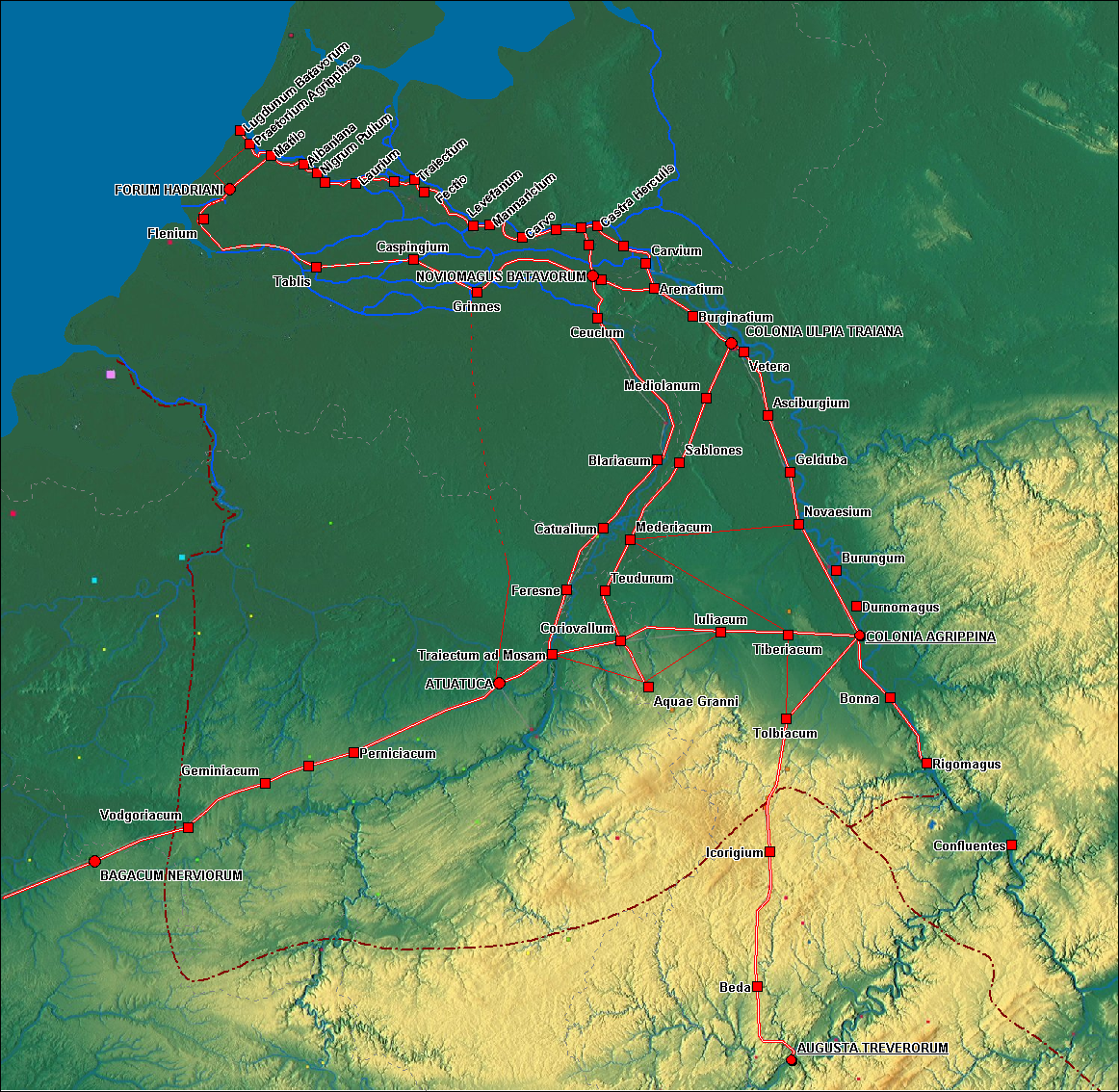
Chaussées romaines - Germanie inférieure

La chaussée de Tongres à Nimègue est une voie romaine de la Germanie inférieure qui longe la Meuse sur sa rive droite, reliant Atuatuca Tungrorum, capitale de la civitas du peuple des Tungri aujourd'hui Tongres, à Ulpia Noviomagus Batavorum, capitale de la civitas du peuple des Bataves, aujourd'hui Nimègue. 

## Topographie
- En ligne droite de Tongres à Maastricht puis longeant la Meuse sur la rive gauche
- Soit 170 km soit à pied environ 1 jour 11 heures.

Elle passe par les vicus de Trajectum ad Mosam aujourd'hui Maastricht, Feresne, probablement Stokkem-Dilsen, Catualinum, aujourd'hui Heel, Lottum dont la situation est encore non précisée et Ceuclum aujourd'hui Cuijk où elle traverse la Meuse pour rejoindre Nimègue.

## Itinéraire
- vicus Trajectum ad Mosam aujourd'hui Maastricht
- vicus Feresne, aujourd'hui Dilsen
- vicus Catualium, aujourd'hui Heel
- vicus Blariacum, aujourd'hui Blerick
  - carrefour avec la Chaussée romaine d'Aix-la-Chapelle à Xanten
- vicus Lottum, aujourd'hui perdu, peut-être dans un méandre de la Meuse
- vicus ? relai le long de la Meuse
- vicus Ceuclum, aujourd'hui Cuijk

L'itinéraire de la Table de Peutinger
- Atuaca (Tongeren)- Feresne (Dilsen): XVI (35,5 km)

Trajectum ad Mosam n'est pas indiqué.
- Feresne (Dilsen) - Catualium (Heel): XIIII (moet VIIII (19,9 km)
- Catualium (Heel) - Blariaco (Blerick): XII (26,6 km)
- Blariaco (Blerick) Ceuclum (Cuijk) - Blariaco (Blerick) : XXII (50 km)
- Ceuclum (Cuijk) - Noviomagi (Nijmegen) : III (moet VI zijn (= 13,3 km)

Soit selon Peutinger: 145 km et en réalité 170 km.
L'Itinéraire d'Antonin propose un chemin alternatif par Coriovallum par la Chaussée romaine d'Aix-la-Chapelle à Xanten